# Un ladrón honesto

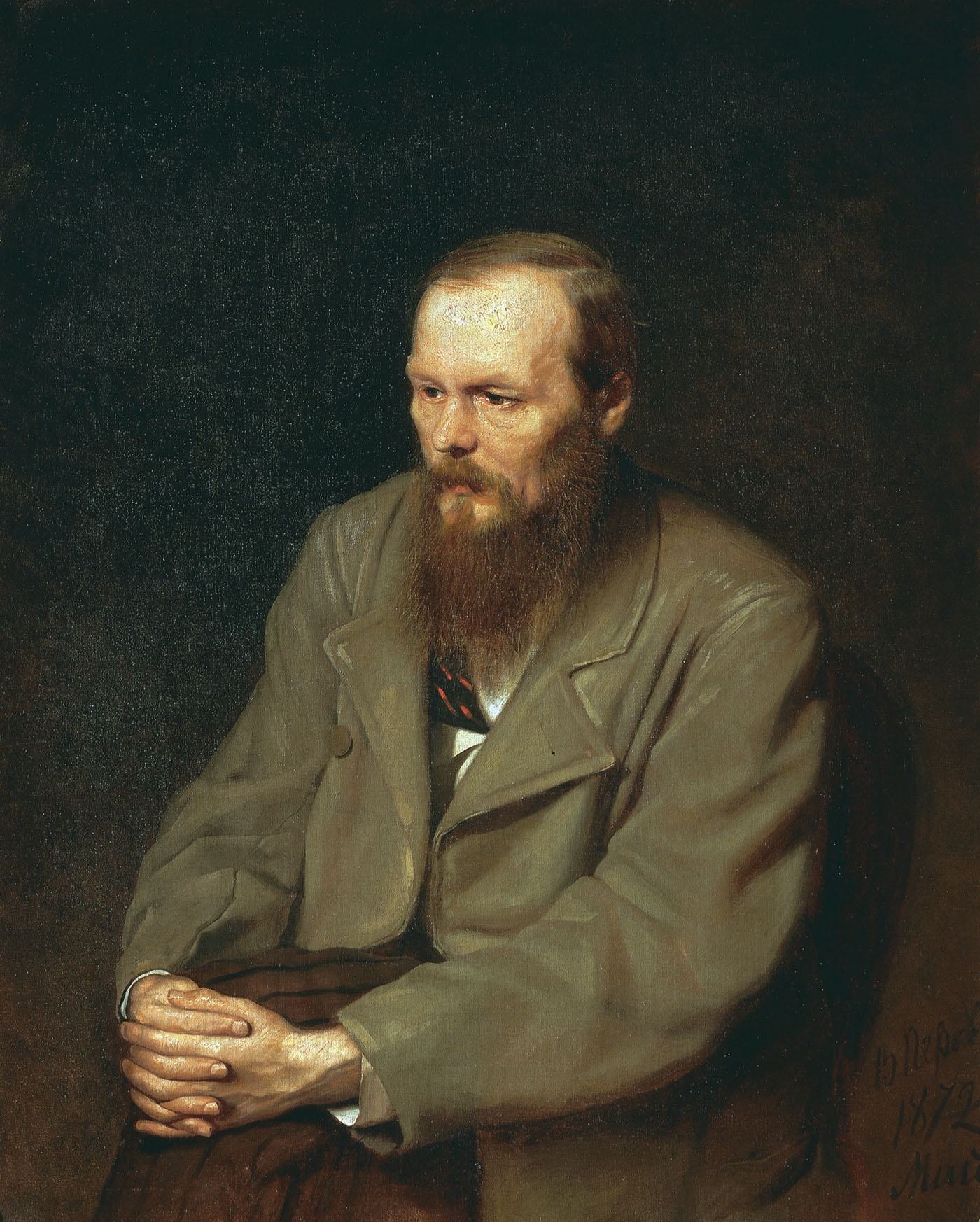
Imagen de Dostoyevski, 1872

Un ladrón honesto (en ruso Честный вор) es un relato corto escrito por Fiódor Dostoyevski, escritor y novelista ruso, en 1848. Este relato cuenta la historia del borracho Yemelyan.
En sus relatos cortos Dostoyevski expuso sus críticas, argumentó sus perspectivas y aclaró y profundizó sus recurrentes temáticas de un modo más "sarcástico e irónico" que en sus novelas. Estos relatos, por lo regular, eran cuentos en los cuales, haciendo uso de un humor sutil y de un profundo análisis psicológico, dejaba claras sus ideas morales, que se basaban en la religión cristiana ortodoxa, y se oponía al racionalismo y al nihilismo. Se aprecia así en algunos de los primeros relatos cierta exaltación del sentimiento, muy cercana aún al romanticismo.

## Otros relatos cortos de Dostoyevski
- Una novela en nueve cartas (Роман в девяти письмах) (1845)

- El señor Prohijar (Γοcпoдин Пpoxapчин) (1846)

- Polzunkóv (Πoлзyнкoв) (1847)

- La patrona (Xoзяйкa) (1847)

- La mujer ajena y el marido debajo de la cama (Чужая жена и муж под кроватью) (1848)

- El árbol navideño y la boda (Ёлка и свадьба) (1848)

- Un corazón débil (Слабое сердце) (1848)

- El pequeño héroe (1849)

- El sueño del tío (Дядюшкин сон) (1859)

- El cocodrilo (Kpoкoдил) (1865)

- Bobok (Бобок) (1873)

- Una criatura gentil (Кроткая) (1876)

- Mareg el mujik (Мужик Марей) (1876)

- El árbol de Navidad celeste (Мальчик у Христа на елке) (1876)

- La tímida (1876)

- La centenaria (1876)

- El sueño de un hombre ridículo (Сон смешного человека) (1877)